# بخش شمال غربی (شهرستان ویلیامز، اوهایو)
بخش شمال غربی (به انگلیسی: Northwest Township) یک منطقهٔ مسکونی در ایالات متحده آمریکا است که در شهرستان ویلیامز، اوهایو واقع شده‌است.
 بخش شمال غربی ۸۵٫۴ کیلومتر مربع مساحت و ۱٬۳۸۴ نفر جمعیت دارد و ۲۹۹ متر بالاتر از سطح دریا واقع شده‌است.